# Heinrich Schwartz
Heinrich Schwartz   (Dietenhofen, 30 d'octubre de 1861 - Múnic, 8 de juliol de 1924) fou un músic alemany.
Acabats els estudis en la Reial Acadèmia de Música de Múnic, fou nomenat pianista de la cort de Baviera i director de l'Orchestenverein de la mateixa capital. Com a compositor se li deuen una sèrie de cants, cors, peces de piano, part en producció pròpia, part en col·laboració amb altres eminents artistes.